# 哈伯德鎮區 (明尼蘇達州波爾克縣)
哈伯德鎮區（英語：Hubbard Township）是位於美國明尼蘇達州波爾克縣的一個行政鎮區。

## 歷史
哈伯德鎮區於1882年設立，得名自明尼蘇達州第九任州長盧修斯·弗雷德里克·哈伯德。

## 地方資料
哈伯德鎮區的面積為106.97平方千米，當中陸地面積為106.86平方千米，而水域面積為0.10平方千米。根據2020年美國人口普查的數據，當地共有人口58人，而人口密度為每平方千米0.54人。